# Ministère des Affaires étrangères (Égypte)
Pour les articles homonymes, voir Ministère des Affaires étrangères.
Le ministère des Affaires étrangères (arabe : وزارة الخارجية المصرية) d'Égypte est le ministère du gouvernement égyptien chargé de la politique étrangère. Le ministère a son siège au Caire.

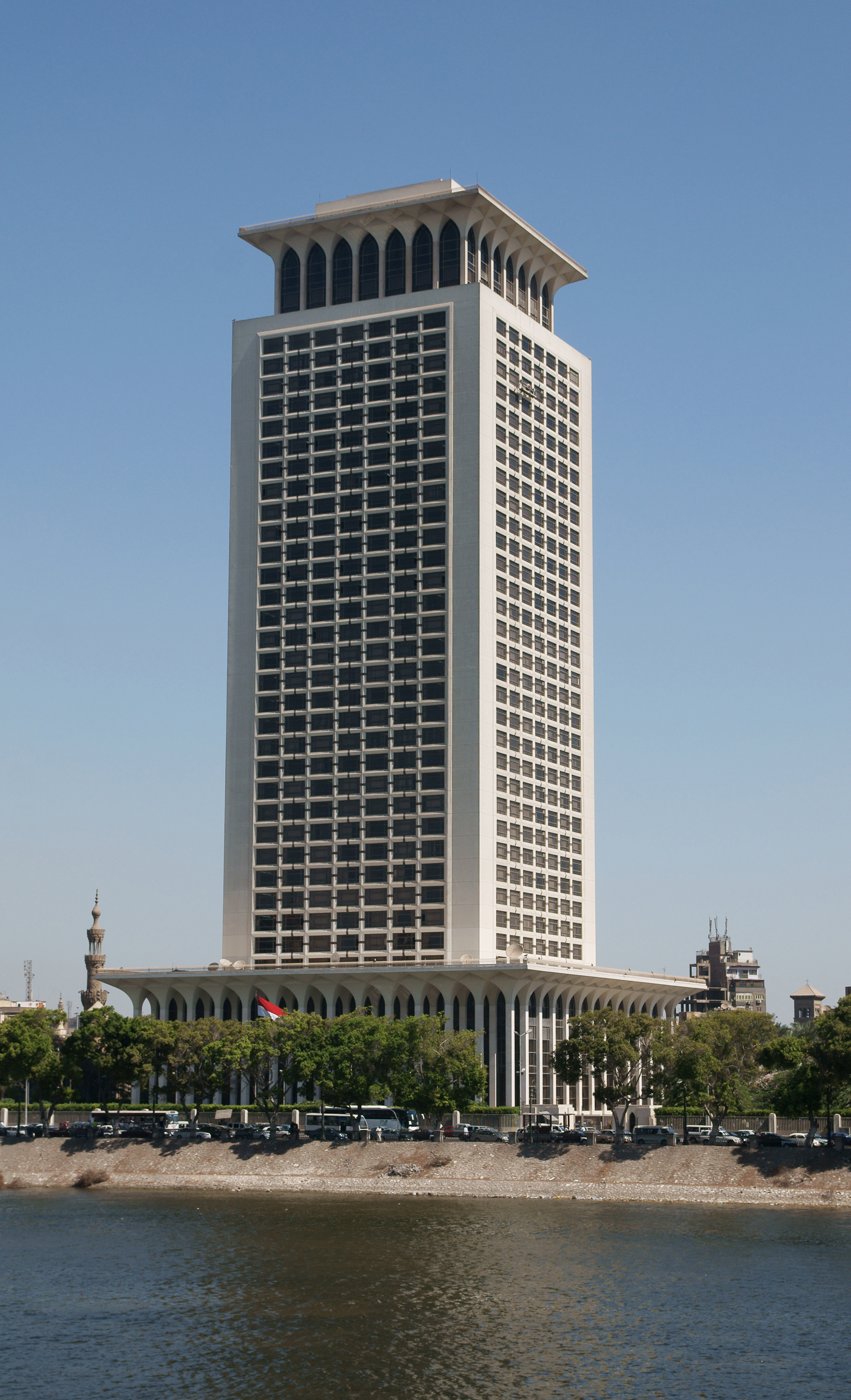
Bâtiment du ministère des Affaires étrangères égyptien